# Barwhinnock House
Barwhinnock House ist eine Villa nahe der schottischen Ortschaft Twynholm in der Council Area Dumfries and Galloway. 1971 wurde das Bauwerk in die schottischen Denkmallisten in der höchsten Denkmalkategorie A aufgenommen. Des Weiteren bildet es zusammen mit der zugehörigen Lodge, den Gärten und der Torzufahrt ein Denkmalensemble der Kategorie B.

## Beschreibung
Das freistehende Gebäude liegt knapp einen Kilometer nordwestlich von Twynholm, nördlich der A75. Obschon stilistische Details einen Bau der klassizistischen Villa in den 1820er Jahren nahelegen, stammt Barwhinnock House aus dem Jahre 1844. Die südexponierte Frontseite des zweistöckigen Gebäudes ist symmetrisch aufgebaut und drei Achsen weit. Das Mauerwerk besteht aus Bruchstein, der zu Quadern behauen wurde. Am umlaufenden Sockelgesimse wurde hingegen bossierter Granit verwendet.
Der Eingangsbereich am leicht hervortretenden Mittelrisalit ist mit toskanischen Säulen und Gesimse gestaltet. Eingelassene Pilaster flankieren das zweiflüglige Eingangsportal mit abschließendem Kämpferfenster. Des Weiteren wurden kleinteilige venezianische Fenster, deren Pfosten als Säulen gearbeitet sind, eingesetzt. Segmentbögig heraustretende Ausluchten mit länglichen Fenstern und abschließenden gerundeten Walmdächern flankieren den Risalit. Der Risalit ist mit rustizierten Ecksteinen, die Fenster mit Faschen farblich abgesetzt. Im Unterschied zur Frontseite besteht das Mauerwerk an der Gebäuderückseite aus Bruchstein. Mittig führt ein Spitzbogenportal ins Innere. Wie auch an der Frontseite, sind die Sprossenfenster meist zwölfteilig.